# Ammunitiehaven
De Ammunitiehaven in Den Haag is het verlengde van de Amsterdamse Veerkade. Hij loopt van het Spui naar het noordoosten tot het Zwartewater, dat het verlengde is van de Koninginnegracht.
De Ammunitehaven is ontstaan omdat het klooster van St. Maria in Galilea, dat van 1336-1572 bij het Plein lag en veel grond had, in de 15de eeuw een sloot wilde laten graven om het klooster beter bereikbaar te maken. Waterschap Delfland gaf in 1483 toestemming, waarna de werkzaamheden begonnen. Er werd ook een sluis gebouwd om te zorgen dat het water niet te hoog kwam te staan. De schepen die hun goederen bij het klooster wilden afgeven werden voor de sluis gelost.
De zusters in het klooster hielden zich bezig met ziekenverzorging, spinnen en naaien en het opvoeden van wezen. Ze maakten ook bezems en handelden in beddengoed. Zij waren rooms-katholiek, en tijdens de Tachtigjarige Oorlog niet geliefd bij de protestante Staten van Holland. Hun landgoederen werden verkocht en doorverkocht.
In 1594 werd besloten een kanaal te graven van het Spui naar het Haagse Bos, dat in de Tachtigjarige Oorlog al gauw leeggekapt was. Zodra dat kanaal er was kon er aarde aangevoerd worden om het bos te herplanten. Bestaande sloten werden gebruikt en zo werd onder meer de kloostersloot verbreed en verdiept. Dat deel kreeg eerst de naam Statengracht en Uytterste Gracht, en later de naam Ammunitiehaven, nadat in 1598 ’s Lands Ammunitie-Magazyn (ook Tuighuis genoemd) aan de Statengracht was gebouwd door Lenert Wouterszoon van Calcker, een wielmaker die veel affuiten voor het leger maakte. Van Calcker verhuurde het pand aan de regering maar in 1602 verkocht hij het pand aan hen voor 2600 gulden. Er werden nog twee gebouwen neergezet maar die werden in het begin van de 18de eeuw weer afgebroken. In 1717 werd het Tuighuis aan particulieren verkocht. In de 17de eeuw trok de haven handelaars, havenarbeiders en schippersknechten aan die in kleine straatjes bij de haven woonden.
In de 18de eeuw was de stank van de grachten en verspreiding van ziekten een groot probleem in Den Haag, zodat veel grachten gedempt werden. Pas in 1859 werden besloten de Ammunitiehaven en de parallel lopende Schedelhoekshaven te dempen.
De huizen in de omgeving van de haven werden tijdens het interbellum door de gemeente gesaneerd, maar aangezien de huren in die buurt laag waren, wilden veel bewoners hun huis niet verlaten. Er waren ook enkele logementen die zwervers onderdak boden. Na 1970 werd alle bebouwing afgebroken. De Zwarte Madonna op de plaats waar eerder het door het door brand verwoeste Gebouw voor Kunsten en Wetenschappen stond, de ministeries van Binnenlandse Zaken en Justitie werden er gebouwd en het Prins Bernhard viaduct werd aangelegd.

## School
Aan het begin van de Ammunitiehaven, op nummer 10, werd in 1729 een armenschool opgericht. In 1799 was de 46-jarige Bernardus Spoelstra schoolhoofd. Als vergoeding kreeg hij jaarlijks 450 gulden, kaarsen en 160 ton turf. De school had toen 180 leerlingen die in drie lokalen werden ondergebracht. De school kampte met ruimtegebrek en kreeg in 1889 een nieuw gebouw op het ernaast liggende terrein, dat toebehoorde aan het Departement van Oorlog. Na de Eerste Wereldoorlog werd de school gebruikt voor zwakzinnige leerlingen, in 1930 werd de school gesloten.

Op nummer 45 kwam in 1925 een bewaarschool. Er kwamen toen 247 kinderen. In 1933 werd daaraan een joodse kleuterklas toegevoegd.